# Liste der Biografien/Ron
Liste der Biografien |
Portal Biografien |
Personensuche
# |
A |
B |
C |
D |
E |
F |
G |
H |
I |
J |
K |
L |
M |
N |
O |
P |
Q |
R |
S |
T |
U |
V |
W |
X |
Y |
Z |
?
 
Ra |
Rb |
Rd |
Re |
Rh |
Ri |
Rj |
Rk |
Rl |
Rm |
Rn |
Ro |
Rr |
Rs |
Rt |
Ru |
Rv |
Rw |
Rx |
Ry |
Rz
 
Roa |
Rob |
Roc |
Rod |
Roe |
Rof |
Rog |
Roh |
Roi |
Roj |
Rok |
Rol |
Rom |
Ron |
Roo |
Rop |
Roq |
Ror |
Ros |
Rot |
Rou |
Rov |
Row |
Rox |
Roy |
Roz 
Die Liste der Biografien führt alle Personen auf, die in der deutschsprachigen Wikipedia einen Artikel haben. Dieses ist eine Teilliste mit 362 Einträgen von Personen, deren Namen mit den Buchstaben „Ron“ beginnt.

## Ron
- Ron (* 1953), italienischer Cantautore
- Ron, Tiny (1947–2019), US-amerikanischer Schauspieler und Basketballspieler
- Ron, Yuval (* 1963), israelischer Musiker und Komponist
- Ron-Tal, Yiftah (* 1956), israelischer Offizier, Generalmajor der israelischen Verteidigungsstreitkräfte

### Rona
- Rona, Elizabeth (1890–1981), ungarische Chemikerin und Kernphysikerin
- Rona, Georg (1909–1994), österreichisch-dänischer Übersetzer
- Rona, Giannarigo (* 1940), italienischer Bridgespieler
- Róna, Jaroslav (* 1957), tschechischer Bildhauer
- Rona, Jeff (* 1957), US-amerikanischer Komponist für Filmmusik
- Rona, Peter (1871–1945), deutscher Biochemiker und Mediziner
- Ronacher, Anja (* 1979), österreichische Bildende Künstlerin
- Ronacher, Anton (1841–1892), österreichischer Theaterunternehmer
- Ronacher, Armin (* 1989), österreichischer Open-Source-Entwickler
- Ronacher, Bernhard (* 1949), österreichischer Biologe und Hochschullehrer
- Rónai, Sándor (1892–1965), ungarischer kommunistischer Politiker und Staatspräsident
- Rónai, Zoltán (1880–1940), ungarischer sozialistischer Politiker
- Ronald, Landon (1873–1938), englischer Dirigent, Musikpädagoge und Komponist
- Ronald, William (1926–1998), kanadischer Maler
- Ronalda (* 1976), portugiesische Popsängerin
- Ronaldão (* 1965), brasilianischer Fußballspieler
- Ronaldinho (* 1980), brasilianischer FußballspielerRonaldinho (* 1980)

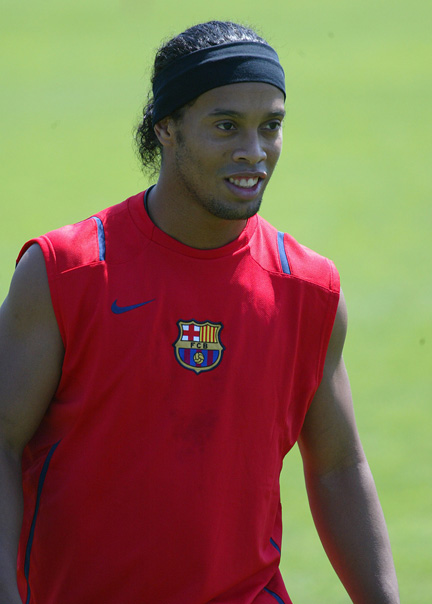
Ronaldinho (* 1980)

- Ronaldo (* 1976), brasilianischer Fußballspieler
- Ronaldo (* 1996), brasilianischer Fußballspieler
- Ronall, Joachim Otto (1912–1979), deutschamerikanischer Ökonom
- Ronall, Ruth (1916–2008), austroamerikanische Gestalttherapeutin
- Ronan von Locronan, Eremit, Missionar und Bischof
- Ronan, Daniel J. (1914–1969), US-amerikanischer Politiker
- Ronan, Ed (* 1968), US-amerikanischer Eishockeyspieler
- Ronan, Frank (* 1963), irischer Schriftsteller
- Ronan, John (1894–1962), kanadischer Komponist, Chorleiter und Musikpädagoge
- Ronan, Kian (* 2001), englisch-gibraltarischer Fußballspieler
- Ronan, KJ (* 2002), US-amerikanische Fußballspielerin
- Ronan, Saoirse (* 1994), irisch-US-amerikanische SchauspielerinSaoirse Ronan (* 1994)

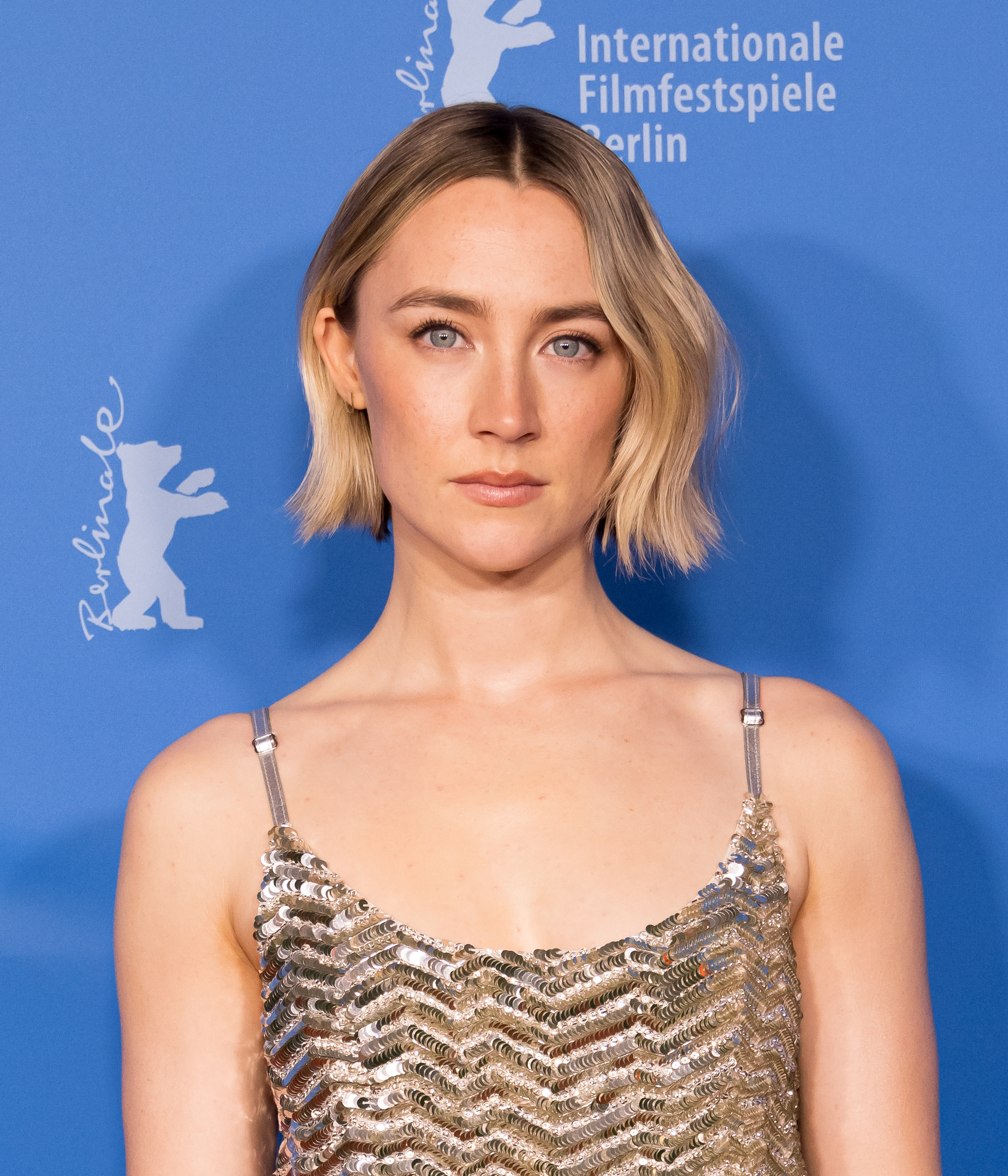
Saoirse Ronan (* 1994)

- Ronau, Steffi (1907–1995), deutsche Schauspielerin
- Rónay Jácint János (1814–1889), ungarischer Bischof und Journalist
- Ronay, Barney, britischer Autor und Journalist
- Ronay, Edina (* 1944), britisch-ungarische Modedesignerin, Schauspielerin und Model
- Rónay, Ildikó (* 1946), ungarische Florettfechterin
- Ronay, Paula (1893–1978), ungarisch-deutsche Schauspielerin, Synchron- und Hörspielsprecherin
- Ronayne, John (1931–2009), irischer Violinist

### Ronb
- Rønbeck, Sissel (* 1950), norwegische Politikerin (Ap), Mitglied des Storting

### Ronc
- Ronc-Désaymonet, Anaïs (1890–1955), italienische Schriftstellerin
- Ronca, Armando (1901–1970), italienischer Architekt
- Ronca, Michael (* 1971), deutscher Fußballspieler
- Ronca, Roberto (1901–1977), italienischer Geistlicher, Prälat von Pompei
- Roncadelli, Franco (* 2000), uruguayischer Tennisspieler
- Roncaglia, Aurelio (1917–2001), italienischer Romanist und Mediävist
- Roncaglia, Facundo (* 1987), argentinischer Fußballspieler
- Roncaglia, Luigi (* 1943), italienischer Radrennfahrer und Weltmeister
- Roncagliolo Pacheco, Cristián Carlos (* 1969), chilenischer Geistlicher, römisch-katholischer Weihbischof in Santiago de Chile
- Roncagliolo, Rafael (1944–2021), peruanischer Soziologe, Hochschullehrer und Politiker
- Roncagliolo, Santiago (* 1975), peruanischer Buchautor
- Roncali, Federico (1806–1857), spanischer Adliger, Ministerpräsident von Spanien (1852–1853)
- Roncalio, Teno (1916–2003), US-amerikanischer Politiker
- Roncalla, Fredy (* 1953), peruanischer Dichter und Schriftsteller in den Vereinigten Staaten
- Roncalli di Montorio, Guido (* 1890), italienischer Diplomat
- Roncalli, Cristoforo (1552–1626), italienischer Maler
- Roncalli, Ludovico (1654–1713), italienischer Edelmann und Komponist
- Roncallo, Angelo D. (1927–2010), US-amerikanischer Jurist und Politiker
- Roncallo, José Luis (1875–1954), argentinischer Pianist, Bandleader und Tangokomponist
- Roncari, Debora (* 1992), italienische Skilangläuferin
- Roncari, Giovanni (* 1949), italienischer Geistlicher, emeritierter römisch-katholischer Bischof von Pitigliano–Sovana-Orbetello und Grosseto
- Roncelin von Marseille († 1215), Abt des Klosters Sankt Viktor in Marseille
- Roncero Zabala, José Antonio (1933–2016), spanischer Handballtrainer
- Roncero, Fabián (* 1970), spanischer Langstreckenläufer
- Roncero, Rodrigo (* 1977), argentinischer Rugbyspieler
- Roncherolles, François de († 1589), französischer Adliger, Gouverneur von Paris
- Ronchetti, Fabrizio (* 1985), uruguayischer Fußballspieler
- Ronchetti, Lilly (1928–1997), Schweizer Schriftstellerin und Lyrikerin
- Ronchetti, Lucia (* 1963), italienische Komponistin
- Ronchey, Silvia (* 1958), italienische Byzantinistin
- Ronchi, Barbara (* 1982), italienische SchauspielerinBarbara Ronchi (* 1982)

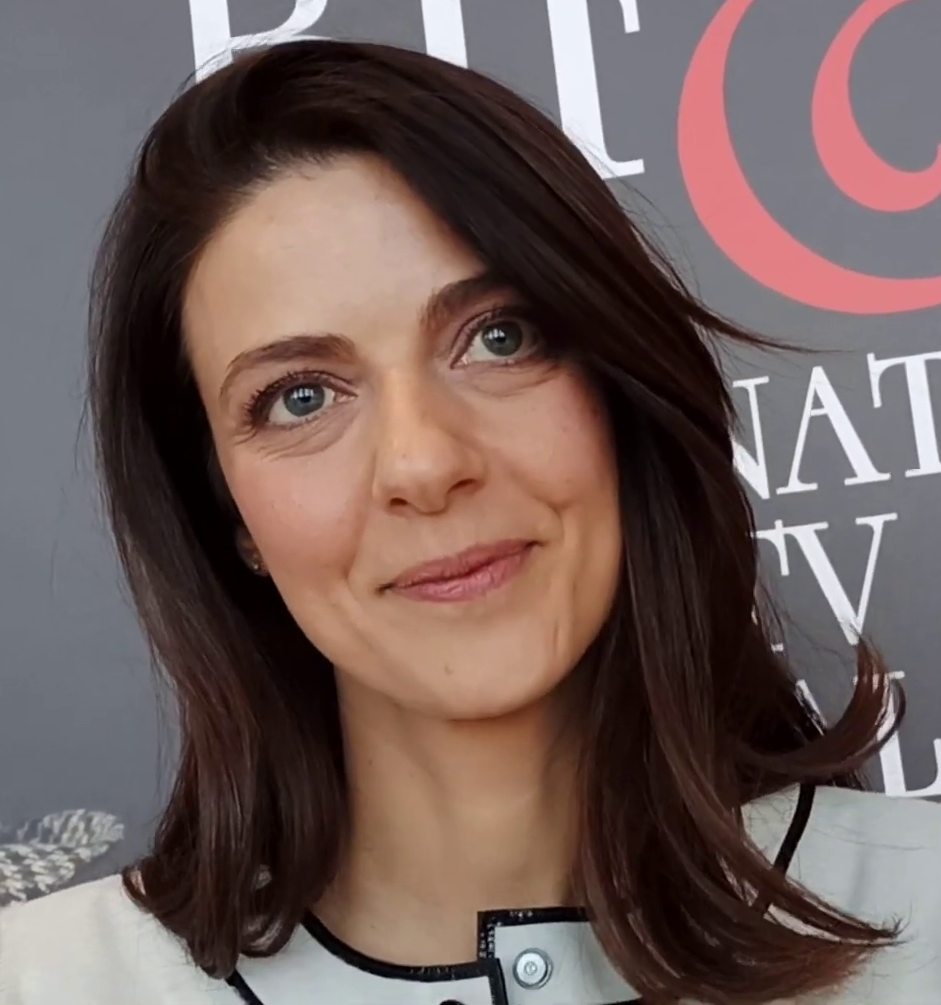
Barbara Ronchi (* 1982)

- Ronchi, Luca (* 1955), italienischer Fernsehproduzent und Filmregisseur
- Ronchi, Pellegrino Tomaso (1930–2018), italienischer Ordensgeistlicher, römisch-katholischer Bischof von Città di Castello
- Ronchini, Diego (1935–2003), italienischer Radrennfahrer
- Ronchino, Pedro Luis (1928–2020), argentinischer Ordensgeistlicher, römisch-katholischer Bischof von Comodoro Rivadavia
- Ronchitelli, Annamaria (* 1949), italienische Prähistorikerin
- Ronci, Carla (1936–1970), italienische geweihte Laienchristin
- Rönck, Hugo (1908–1990), deutscher Pfarrer
- Rönckendorff, Edda (1924–1989), deutsche Schriftstellerin und Übersetzerin
- Ronco, Claudio (* 1955), italienischer Cellist, Komponist und Musikwissenschaftler
- Roncone, Alessandra, italienische Trance-DJ und -Produzentin
- Ronconi, Aldo (1918–2012), italienischer Radrennfahrer
- Ronconi, Diego (* 1964), deutscher Volleyball-Trainer
- Ronconi, Giorgio (1810–1890), italienischer Opernsänger (Bariton)
- Ronconi, Luca (1933–2015), italienischer Regisseur
- Roncoroni, Stefano (* 1940), italienischer Filmjournalist und -regisseur
- Ronczewski, Ryszard (1930–2020), polnischer Schauspieler

### Rond
- Rond, Helmut (1942–2013), deutscher Discjockey und Sänger
- Ronda, Michael (* 1996), mexikanischer Schauspieler und SängerMichael Ronda (* 1996)

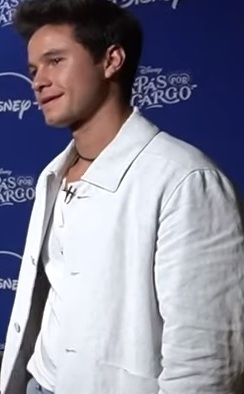
Michael Ronda (* 1996)

- Rondalli, Alberto (* 1960), italienischer Filmregisseur und Drehbuchautor
- Rondán, Ricardo, uruguayischer Straßenradrennfahrer
- Rondani, Camillo (1808–1879), italienischer Entomologe
- Rondeau, Benjamin (* 1983), französischer Ruderer
- Rondeau, Daniel (* 1948), französischer Schriftsteller, Journalist, Essayist, Verleger, Diplomat und Mitglied der Académie française
- Rondeau, Jean (1946–1985), französischer Automobilrennfahrer und Konstrukteur von Sportwagen
- Rondeau, Jean (* 1991), französischer Cembalist, Jazzmusiker und Komponist
- Rondeau, José (1773–1844), Politiker, militärischer Führer
- Rondeau, Thérèse (1793–1866), französische römisch-katholische Ordensgründerin
- Rondeaux, Roger (1920–1999), französischer Radsportler
- Rondel, Schweizer Basketballspielerin
- Rondel, Mathys (* 2003), französischer Radrennfahrer
- Rondelé, Florent (1922–2000), belgischer Radrennfahrer
- Rondelet, Guillaume (1507–1566), französischer Arzt und Naturforscher
- Rondelet, Jean-Baptiste (1743–1829), französischer Architekt
- Rondelli, Dario, italienischer Radrennfahrer
- Rondelli, Giorgio (* 1946), italienischer Leichtathletiktrainer
- Rondelli, Paolo (* 1963), san-marinesischer Diplomat und Politiker
- Rondholz, Eberhard (* 1938), deutscher Historiker, Journalist und Autor
- Rondholz, Paul (1880–1967), deutscher katholischer Priester, Jesuit und Autor geistlicher Schriften
- Rondhuis, Lambert (* 1933), deutscher Fußballspieler
- Rondi, Brunello (1924–1989), italienischer Schauspieler, Drehbuchautor und Regisseur
- Rondi, Gian Luigi (1921–2016), italienischer Filmkritiker
- Rondi, Heinrich (1877–1948), deutscher Ringer, Gewichtheber und Tauzieher
- Rondinella, Clelia (* 1963), italienische Schauspielerin
- Rondinelli, Bobby (* 1955), US-amerikanischer SchlagzeugerBobby Rondinelli (* 1955)

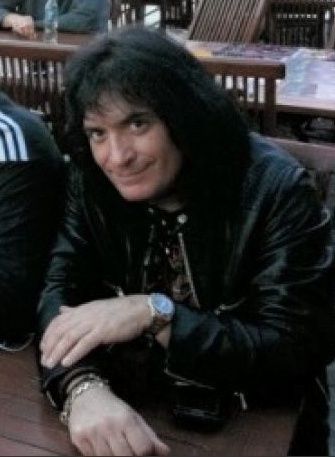
Bobby Rondinelli (* 1955)

- Rondinini, Paolo Emilio (1617–1668), italienischer Geistlicher, Bischof von Assisi und Kardinal der Römischen Kirche
- Rondinone, Ugo (* 1964), Schweizer Künstler
- Rondo, Manuel (* 1967), äquatoguineischer Langstreckenläufer
- Rondo, Rajon (* 1986), US-amerikanischer Basketballspieler
- Rondo-Brovetto, Paolo (* 1961), italienischer Wirtschaftswissenschaftler
- Rondomanski, Zygmund Przemyslaw (1908–2000), US-amerikanischer Komponist und Cellist polnischer Abstammung
- Rondón, Abelardo (* 1964), kolumbianischer Radrennfahrer
- Rondon, Cândido (1865–1958), brasilianischer Armeeangehöriger, Ingenieur und Abenteurer
- Rondón, Mariana (* 1966), venezolanische Filmregisseurin
- Rondón, Salomón (* 1989), venezolanischer FußballspielerSalomón Rondón (* 1989)

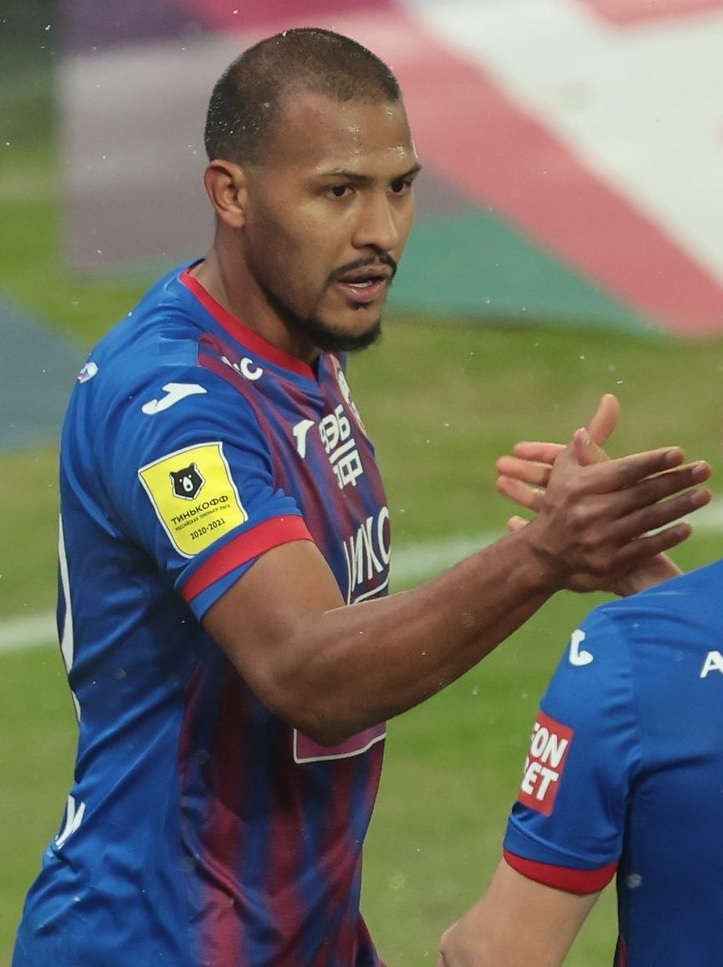
Salomón Rondón (* 1989)

- Rondón, Vicente (1938–1992), venezolanischer Boxer
- Rondoni, Giuseppe (1853–1919), italienischer Historiker
- Rondot, Philippe (1936–2017), französischer Geheimagent
- Rondouba, Onessime, tschadischer Leichtathlet
- Rondoulis, Asterios (* 1966), griechischer Politiker
- Rondthaler, Edward (1905–2009), US-amerikanischer Ingenieur, Typograf und Firmenbegründer

### Rone
- Rone (* 1980), französischer Musiker und Produzent
- Roné, Marina Cecilie (* 1967), dänische Schriftstellerin und Journalistin
- Ronecker, Karl-Heinz (1936–2019), deutscher evangelischer Pfarrer
- Ronell, Ann († 1993), US-amerikanische Komponistin und Texterin
- Ronell, Avital (* 1952), israelische Germanistin
- Ronellenfitsch, Dirk (* 1975), deutscher Radrennfahrer
- Ronellenfitsch, Michael (* 1945), deutscher Jurist, Datenschutzbeauftragter des Landes Hessen
- Ronen, Amir (* 1965), israelischer Informatiker
- Ronen, Yael (* 1976), österreichisch-israelische Theaterregisseurin und Autorin
- Ronér, Chris (* 1980), US-amerikanischer Fußballspieler und Unternehmer
- Roner, Jože (1940–2012), jugoslawischer Radrennfahrer
- Roner, Urs (* 1946), Schweizer Skilangläufer
- Ronert, Dennis (* 1992), deutscher Boxer
- Ronet, Maurice (1927–1983), französischer SchauspielerMaurice Ronet (1927–1983)

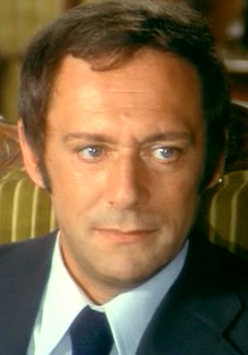
Maurice Ronet (1927–1983)

- Roney, Antoine (* 1963), amerikanischer Jazzmusiker
- Roney, Ernest (1900–1975), britischer Segler
- Roney, Shanti (* 1970), schwedischer Schauspieler
- Roney, Wallace (1960–2020), US-amerikanischer Jazztrompeter

### Ronf
- Rönfeldt, Detlef (* 1949), deutscher Regisseur und Drehbuchautor
- Rönfeldt, Jan-David (* 1974), deutscher Synchronsprecher und Schauspieler

### Rong
- Rong Kaomulkadee (1939–2017), thailändischer Schauspieler und Synchronsprecher
- Rong Ningning (* 1997), chinesische Ringerin
- Rong Yiren (1916–2005), chinesischer Kaufmann, Politiker und Ex-Vizepräsident Chinas
- Rong, Guiqing (* 1958), chinesischer Generalmajor der Volksbefreiungsarmee
- Rong, Guotuan (1937–1968), chinesischer Tischtennisspieler
- Rong, Lu (* 1985), chinesische Badmintonspielerin
- Rong, Wilhelm Ferdinand (1759–1842), deutscher Komponist, Kammermusiker, Musikpädagoge und Autor
- Rong, Xie (* 1986), chinesische Leichtathletin
- Rong, Yi (* 1978), chinesische Raumfahrtingenieurin und Abgeordnete der Politischen Konsultativkonferenz des chinesischen Volkes
- Ronge, Bertha (1818–1863), deutsche Erzieherin und Frauenrechtlerin
- Ronge, Emilia (* 2003), deutsche Handballspielerin
- Ronge, Franz Joseph (1857–1921), deutscher Ministerialbeamter
- Ronge, Franz Michael (1853–1925), deutscher Maler des Späthistorismus
- Ronge, Gabriele Maria (* 1957), deutsche Opernsängerin (dramatischer Sopran)
- Ronge, Georg (1869–1944), deutscher Verwaltungsjurist und Präsident des Landesfinanzamtes Münster
- Ronge, Johannes (1813–1887), katholischer Theologe; Lehrer; Dichter
- Ronge, Julia (* 1970), deutsche Musikwissenschaftlerin
- Ronge, Maximilian (1874–1953), österreichischer Offizier, Leiter des GeheimdienstesMaximilian Ronge (1874–1953)

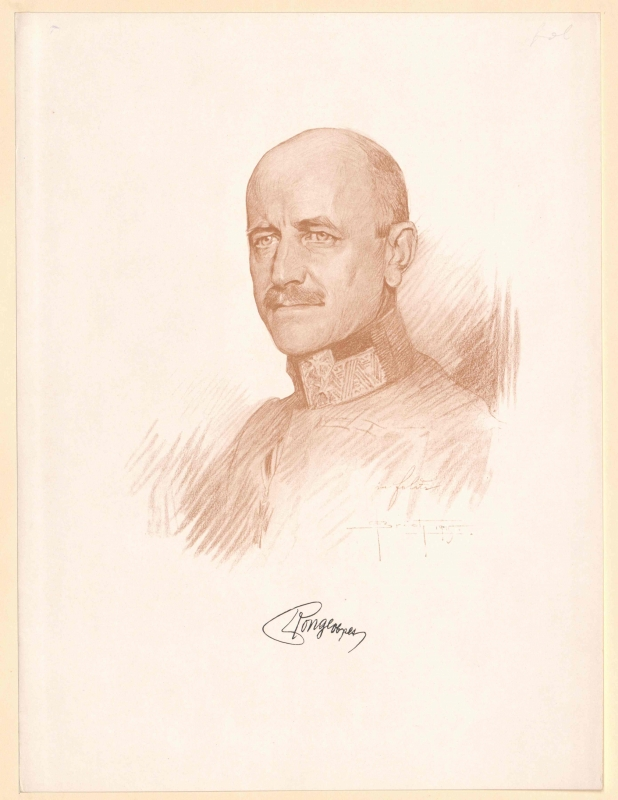
Maximilian Ronge (1874–1953)

- Ronge, Paul (1901–1965), deutscher Jurist und Politiker (FDP)
- Ronge, Uwe (* 1958), deutscher Fußballspieler und -trainer
- Ronge, Volker (* 1943), deutscher Soziologe sowie Politik- und Rechtswissenschaftler
- Rongen, Carl-Josef (1926–1995), deutscher Politiker (CDU), MdL
- Rongen, Celina (* 1989), deutsche Schauspielerin
- Rongen, Elke (* 1970), deutsche Badmintonspielerin
- Rongen, Jakob (1887–1970), deutscher Politiker (Zentrum), MdR
- Rongen, Thomas (* 1956), niederländisch-amerikanischer Fußballspieler und -trainer
- Ronget-Bohm, Elisabeth († 1980), deutsch-französische Malerin
- Rongier, Valentin (* 1994), französischer Fußballspieler
- Rongione, Fabrizio (* 1973), belgischer Drehbuchautor und Film- und Theaterschauspieler
- Rongsom Chökyi Sangpo (1012–1088), tibetischer Autor, Dzogchen
- Rongstock, Hermann (1941–2012), deutscher Maler, Grafiker, Illustrator und Zeichner
- Rongtön Shecha Kunrig (1367–1449), Gelehrter der Sakya-Schule des tibetischen Buddhismus, Gründer des Klosters Nalendra

### Ronh
- Ronhaar, Pim (* 2001), niederländischer Radrennfahrer
- Rønholt, Neel (* 1984), dänische Schauspielerin

### Roni
- Roni, Luigi (1942–2020), italienischer Opernsänger (Bass)
- Rönicke, Frank, deutscher Autor, Motor und Militaria
- Ronicke, Karl (1893–1968), deutscher Fabrikant, Stadtmajor (1938 bis 1963)
- Rönicke, Katrin (* 1982), deutsche Autorin, Journalistin, Bloggerin und feministische AktivistinKatrin Rönicke (* 1982)

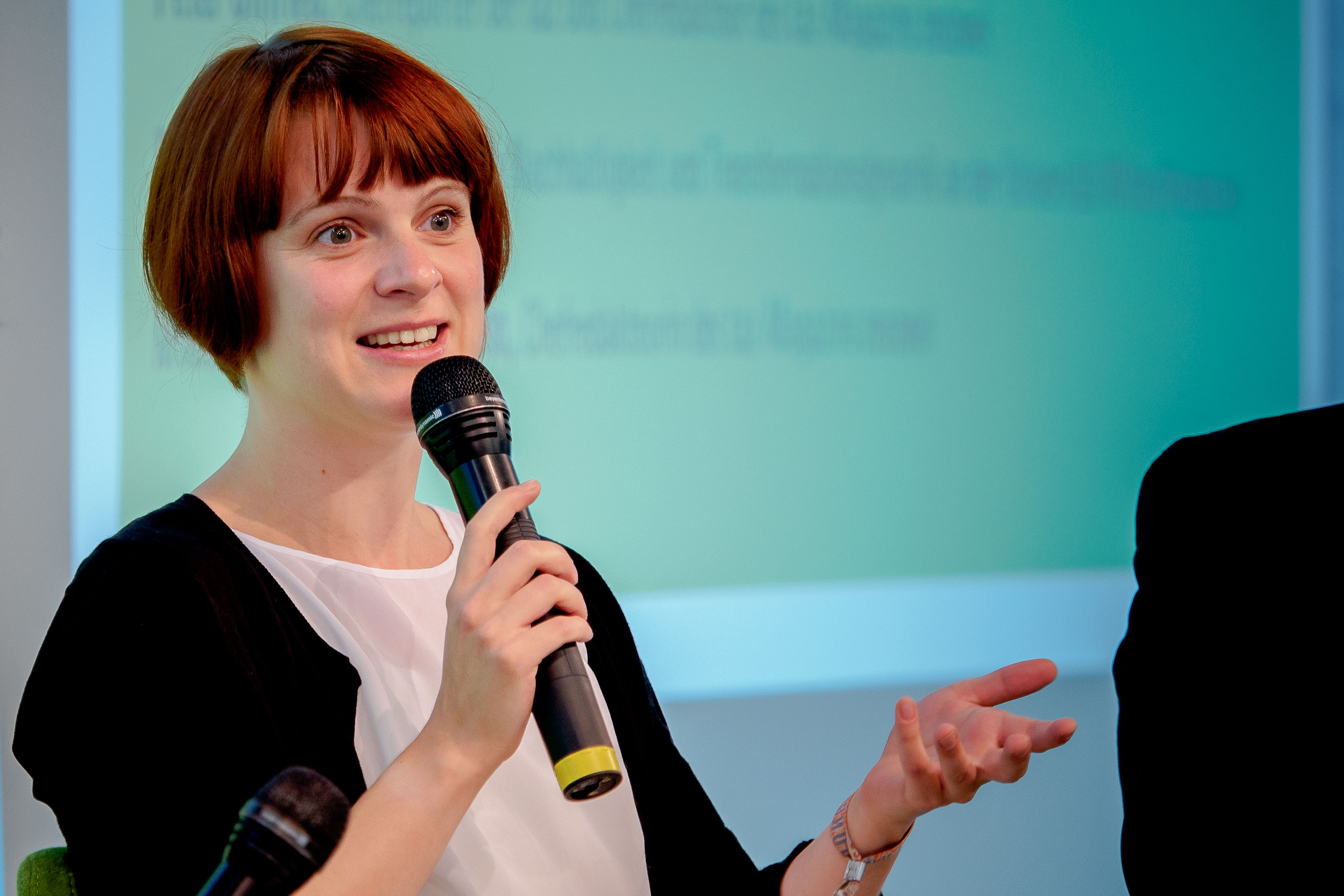
Katrin Rönicke (* 1982)

- Ronig, Franz (1927–2019), römisch-katholischer Geistlicher und Kunsthistoriker
- Ronig, Ludwig Egidius (1885–1959), deutscher Kunst- und Glasmaler
- Roniger, Adolph (1880–1961), Schweizer Unternehmer
- Roniger, Ann (1943–2019), US-amerikanische Hochspringerin und Fünfkämpferin
- Roniger, Emil (1883–1958), Schweizer Schriftsteller, Verleger, Mäzen, Kunst- und Autografen Sammler
- Roniger, Theophil (1844–1913), Schweizer Brauer, Unternehmer und Politiker
- Ronild, Peter (1928–2001), dänischer Journalist, Autor, Drehbuchautor und Schauspieler
- Ronin, Costa (* 1979), australisch-russischer SchauspielerCosta Ronin (* 1979)

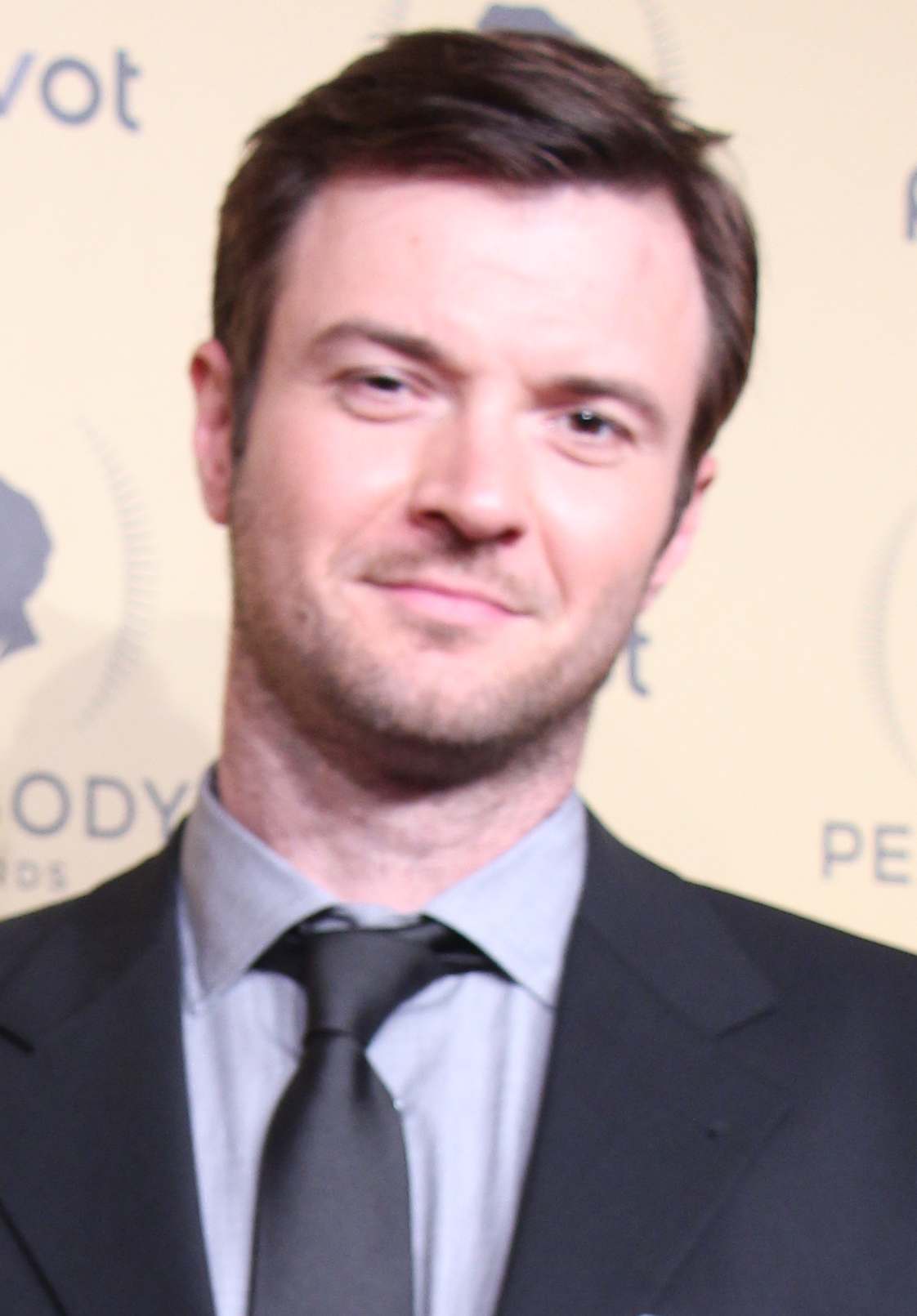
Costa Ronin (* 1979)

- Ronis, Willy (1910–2009), französischer Fotograf
- Ronisia (* 1999), kap-verdische Pop-Rock Sängerin
- Ronivaldo (* 1989), österreichischer Fußballspieler

### Ronj
- Ronjat, Jules (1864–1925), französischer Linguist, Romanist und Provenzalist

### Ronk
- Rönkä, Artturi (* 1990), finnischer Jazzmusiker (Piano, Komposition, Arrangement)
- Rönkä, Matti (* 1959), finnischer Journalist und Kriminalschriftsteller
- Ronkainen, Antti (* 1996), finnischer Volleyballspieler
- Ronkainen, Jaana (* 1965), finnische Judoka
- Ronkainen, Mikko (* 1978), finnischer Freestyle-Skier
- Ronkainen, Pasi, finnischer Skispringer
- Ronkainen, Rauno (* 1964), finnischer Kameramann
- Ronkanen, Atte (* 1992), deutscher Floorballnationaltrainer
- Ronke, Maximilian (* 1904), deutscher Jurist
- Ronkholz, Tata (1940–1997), deutsche Fotografin und Designerin

### Ronn
- Rönn, Liliane von (* 1949), deutsche Prostituierte, Domina
- Ronnachai Rangsiyo (* 1988), thailändischer Fußballspieler
- Ronnachai Sukkum (* 1998), thailändischer Fußballspieler
- Ronnachart Phuchum (* 2002), thailändischer Fußballspieler
- Ronnapee Chaicumde (* 1992), thailändischer Fußballspieler
- Rönnau, Kai (* 1965), deutscher Drehbuchautor und Journalist
- Rönnau, Thomas (* 1962), deutscher Rechtswissenschaftler und Hochschullehrer
- Ronnay, Francisc (1900–1967), rumänischer Fußballspieler und -trainer
- Ronnayod Mingmitwan (* 1998), thailändischer Fußballspieler
- Rönnbäck, Jesper (* 1974), schwedischer Freestyle-Skisportler
- Rönnberg, Jakob Friedrich (1738–1809), deutscher Philosoph und Rechtswissenschaftler und ordentlicher Professor für Moral, später Natur- und Völkerrecht an der Universität Rostock
- Rönndahl, Jesper (* 1979), schwedischer Komiker, Autor, Produzent sowie Hörfunk- und Fernsehmoderator
- Rönne, Ben von (* 1979), deutscher Drehbuchautor
- Rönne, Carl Ewald von (1663–1716), russischer Militär, General der Kavallerie, Obermarschall von Kurland und Russlands Kommandant in Polen
- Ronne, David M. (1943–2007), US-amerikanischer Tonmeister
- Ronne, Finn (1899–1980), norwegisch-amerikanischer Polarforscher
- Rönne, Friedrich von (1798–1865), preußischer Jurist, Diplomat und Politiker
- Rønne, Hans (1887–1951), dänischer Turner
- Rönne, Karl Gustav von (1720–1786), russischer Generalleutnant
- Rønne, Lise (* 1978), dänische Moderatorin
- Rönne, Ludwig von (1804–1891), deutscher Jurist, Publizist, Staatsrechtslehrer und Politiker, MdR
- Rönne, Ronja von (* 1992), deutsche Schriftstellerin, Journalistin und ModeratorinRonja von Rönne (* 1992)

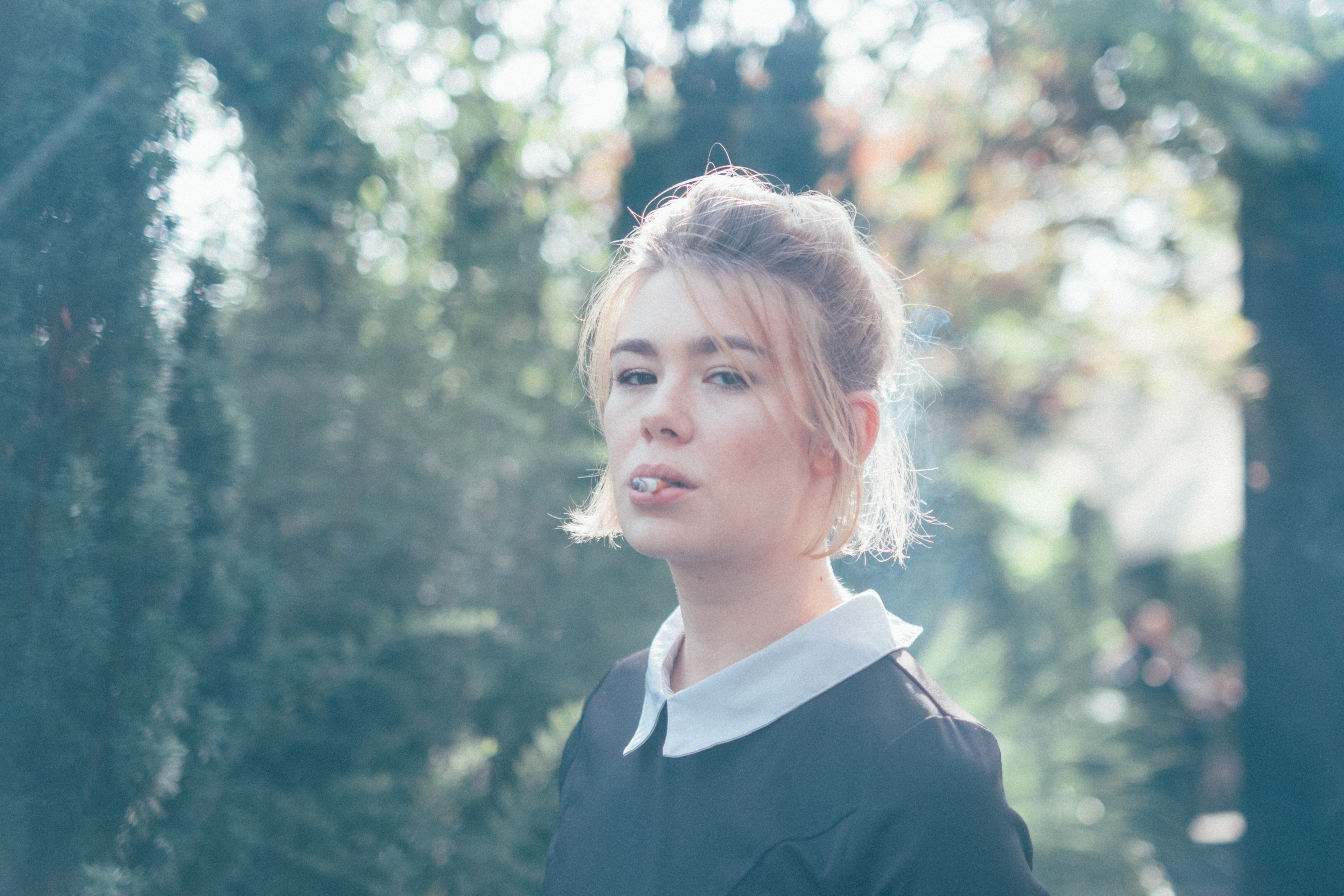
Ronja von Rönne (* 1992)

- Rönne, Sören von (* 1962), deutscher Springreiter
- Rönnebeck, Arnold (1885–1947), deutschamerikanischer Bildhauer, Lithograf und Museumsdirektor
- Rönnebeck, Günther (1901–1986), deutscher Pädagoge, Ministerialbeamter
- Rönnebeck, Marie (* 1981), deutsche Schauspielerin
- Rønneberg, Joachim (1919–2018), norwegischer Widerstandskämpfer und Journalist
- Ronneberger, Franz (1913–1999), deutscher Politik- und Kommunikationswissenschaftler
- Ronneberger, Klaus (1950–2025), deutscher Stadtsoziologe
- Rönneburg, Carola (* 1964), deutsche Journalistin und Buchautorin
- Rönneburg, Heinrich (1887–1949), deutscher Pädagoge, Verwaltungsbeamter und Politiker (DDP, DStP, CDU), MdR, MdPR
- Ronneburg, Kristian (* 1986), deutscher Politiker (Die Linke), MdA
- Ronneburg, Stefan (* 1989), deutscher Fußballspieler
- Ronneburger, Uwe (1920–2007), deutscher Politiker (FDP), MdLUwe Ronneburger (1920–2007)

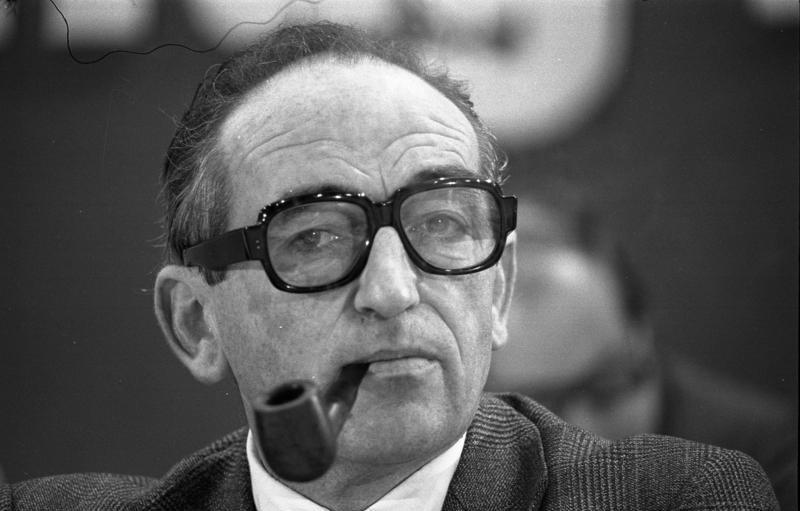
Uwe Ronneburger (1920–2007)

- Rönnecke, Udo (* 1947), deutscher Politiker (CDU), MdL
- Ronnecker, Ernst (1923–1968), deutscher Schauspieler und Hörspielsprecher
- Rönnefarth, Bernd (1952–2021), deutscher Lehrer und Liedermacher
- Rönnefeld, Paul († 1581), Kaufmann und Ratsherr der Hansestadt Lübeck
- Ronnefeld, Peter (1935–1965), deutscher Komponist und Dirigent
- Ronnegarwe, Gervinus († 1505), deutscher Jurist und römisch-katholischer Geistlicher
- Rönneklev, Viktor (* 1982), schwedischer Fußballspieler
- Ronnen, Johann Rudolph von (1910–1995), niederländischer Radiologe und Hochschullehrer
- Ronnenberg, Johann Gottlieb Ferdinand, deutscher Buchbinder, Buchhändler, Übersetzer, Schriftsteller und Zeichner
- Rönneper, Joachim (* 1958), deutscher Schriftsteller, Herausgeber und Konzeptkünstler
- Ronner, Alice (1857–1957), belgische Malerin
- Ronner, Emil Ernst (1903–2000), Schweizer Lehrer, Schriftsteller und Politiker
- Ronner, Markus M. (1938–2022), Schweizer Theologe, Publizist und Journalist
- Ronner, Maurus, deutscher Filmkomponist
- Rönner, Ulf (* 1946), schwedischer Sprinter
- Ronner, Wolfgang (1921–2008), deutscher Heimatforscher
- Ronner-Knip, Henriëtte (1821–1909), niederländisch-belgische Kunstmalerin
- Ronnes, Bram (* 1978), niederländischer Beachvolleyballspieler
- Ronnes, Gijs (* 1977), niederländischer Beachvolleyballspieler
- Ronney, Julia (* 1999), US-amerikanische Tennisspielerin
- Rönnfeldt, Claus (* 1884), deutscher Landwirt und Politiker (NSDAP), MdL
- Rönnfeldt, Grete (1901–1981), deutsche Gerechte unter den Völkern
- Rönnfeldt, Hilke, deutsche Filmemacherin mit dänisch-isländischen Wurzeln
- Rönngren, Mattias (* 1993), schwedischer Skirennläufer
- Rønning, Andrea (* 1995), norwegische Handballspielerin
- Ronning, Carl (1863–1949), deutscher Kaufmann und Bremer Kaffeeröster
- Ronning, Cliff (* 1965), kanadischer Eishockeyspieler
- Rønning, Edvard (* 1952), norwegischer Dramatiker, Dramaturg und Drehbuchautor
- Rønning, Eldar (* 1982), norwegischer Skilangläufer
- Rønning, Frida Nåmo (* 1997), norwegische Handballspielerin
- Rønning, Frode (* 1959), norwegischer Eisschnellläufer
- Rönning, Geir (* 1962), norwegischer Sänger
- Rønning, Hallbjørn (1950–2023), norwegischer Schauspieler
- Rønning, Joachim (* 1972), norwegischer RegisseurJoachim Rønning (* 1972)

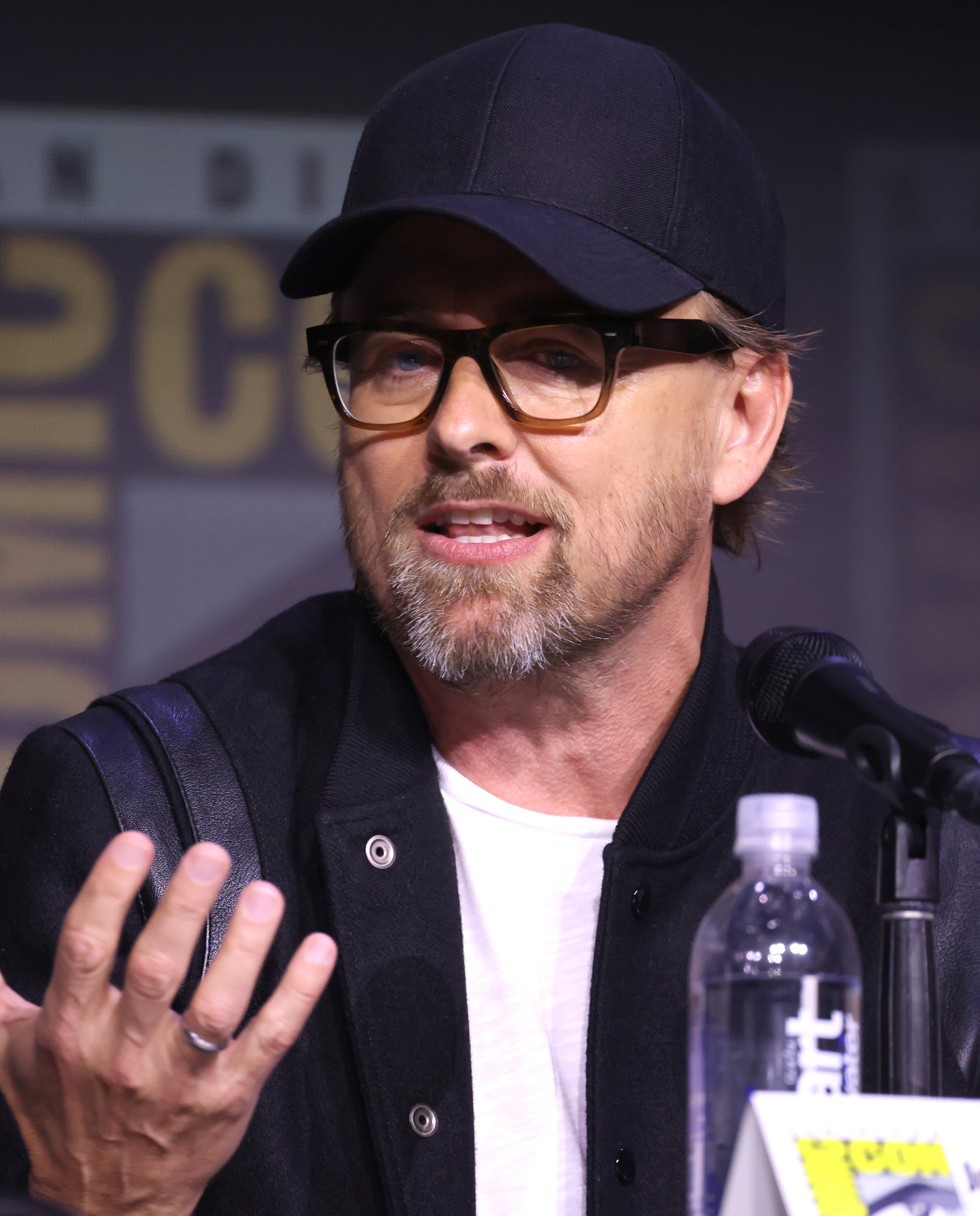
Joachim Rønning (* 1972)

- Rønning, Magne Thorleiv (* 1982), norwegischer Biathlet
- Rønning, Maria (1741–1807), norwegische Einwanderin auf den Färöern
- Rønning, Stein (1965–2008), norwegischer Karateka
- Rønning, Trine (* 1982), norwegische Fußballspielerin
- Ronning, Ty (* 1997), US-amerikanisch-kanadischer Eishockeyspieler
- Rönningberg, Oskar (* 1986), schwedischer Fußballspieler
- Rønningen, Helene (* 1998), norwegische Sprinterin
- Rønningen, Jon (* 1962), norwegischer Ringer
- Rønningen, Lars (* 1965), norwegischer Ringer
- Rønningen, Sara (* 1996), norwegische Handballspielerin
- Rönnlund, Assar (1935–2011), schwedischer Skilangläufer
- Rönnlund, Elina (* 1996), schwedische Skilangläuferin
- Rönnlund, Ulla-Karin (* 1977), schwedische Fußballspielerin
- Rönnmark, Bertil (1905–1967), schwedischer Sportschütze
- Rønnow, Frederik (* 1992), dänischer Fußballtorwart
- Rönnqvist, Jonas (* 1973), schwedischer Eishockeyspieler
- Ronny (1930–2011), deutscher Schlagersänger, Komponist und ProduzentRonny (1930–2011)

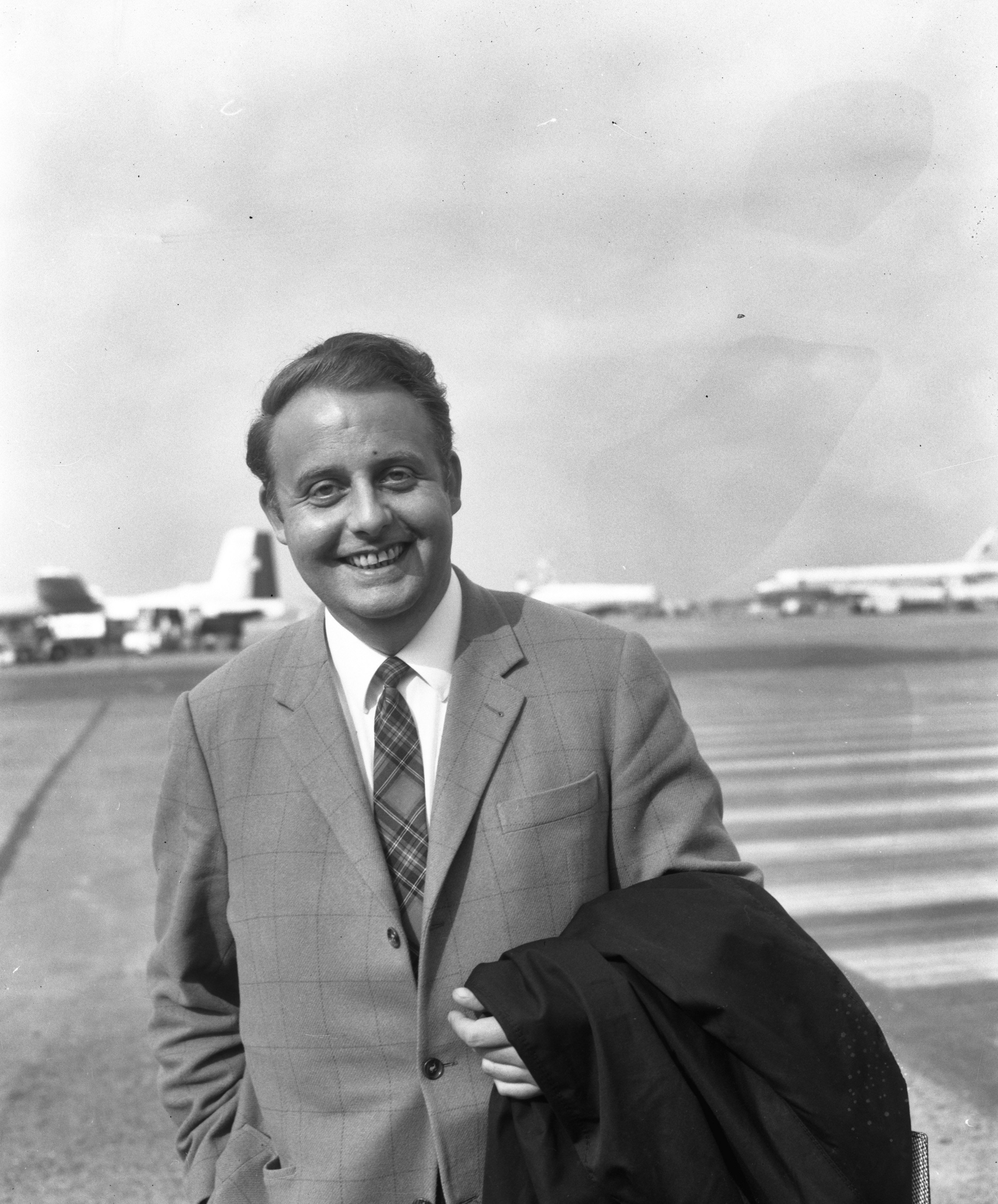
Ronny (1930–2011)

- Ronny (* 1983), brasilianischer Fußballspieler
- Ronny (* 1986), brasilianischer Fußballspieler

### Rono
- Rono, Alex Kipchirchir (* 1984), kenianischer Mittelstreckenläufer
- Rono, Daniel (* 1978), kenianischer Langstreckenläufer
- Rono, Elly (* 1970), kenianischer Marathonläufer
- Rono, Geoffrey Kipkoech (* 1987), kenianischer Mittelstreckenläufer
- Rono, Georgina (* 1980), kenianische Marathonläuferin
- Rono, Henry (1952–2024), kenianischer Langstrecken- und Hindernisläufer
- Rono, Kiprotich (* 1958), kenianischer Hindernis- und Langstreckenläufer
- Rono, Peter (* 1967), kenianischer Mittelstreckenläufer und Olympiasieger
- Rono, Stanley Kiprotich (* 1977), kenianischer Marathonläufer
- Ronoh, Geoffrey (* 1982), kenianischer Langstreckenläufer
- Ronovská, Kateřina (* 1974), tschechische Juristin und Richterin

### Ronq
- Ronquillo Briceño, Pedro († 1691), spanischer Diplomat, Gesandter in England

### Rons
- Ronsard, Pierre de (1524–1585), französischer SchriftstellerPierre de Ronsard (1524–1585)

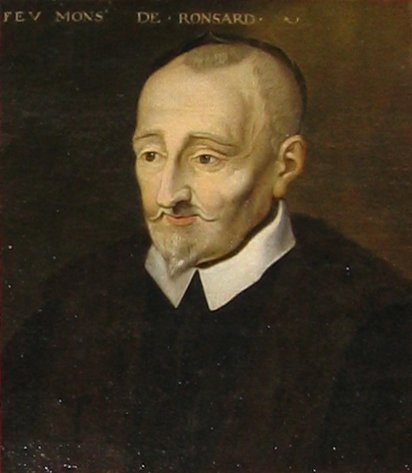
Pierre de Ronsard (1524–1585)

- Rönsch, Hannelore (* 1942), deutsche Politikerin (CDU), MdB
- Rönsch, Hermann (1821–1888), deutscher Theologe und Sprachforscher
- Rönsch, Mario (* 1984), deutscher Rechtsextremist
- Ronschyna, Olena (* 1970), ukrainische Ruderin
- Rønsen, Atle Pedersen (* 1988), norwegischer Skispringer
- Ronsil, René (1908–1956), französischer Sänger, Ornithologe und Bibliothekar
- Ronsin, Charles Philippe (1751–1794), französischer Politiker während der Französischen Revolution
- Ronsino, Hernán (* 1975), argentinischer Schriftsteller
- Ronski Speed, deutscher DJ und Produzent
- Ronsmans, Jean (1947–2016), belgischer Radrennfahrer
- Ronsöhr, Heinrich-Wilhelm (1945–2010), deutscher Politiker (CDU), MdL, MdB
- Ronson, Jon (* 1967), britischer Journalist, Autor und Dokumentarfilmer
- Ronson, Mark (* 1975), britischer Musikproduzent und DJMark Ronson (* 1975)

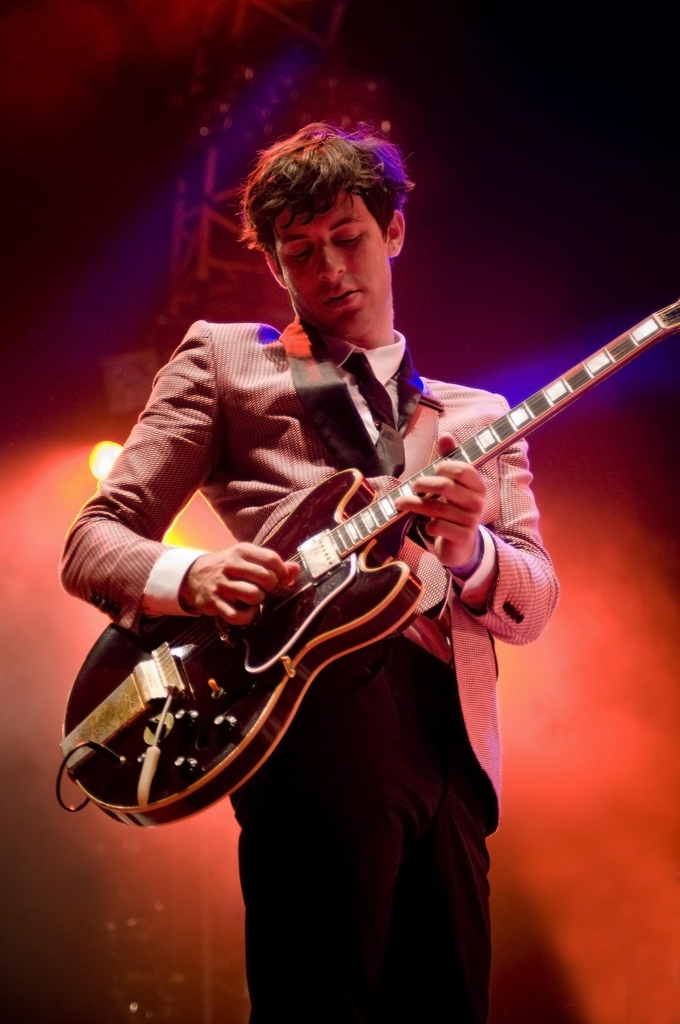
Mark Ronson (* 1975)

- Ronson, Mick (1946–1993), britischer Gitarrist, Komponist, Multiinstrumentalist, Arrangeur und Produzent
- Ronson, Peter (1934–2007), US-amerikanischer Sportler und kurzzeitig Filmschauspieler isländischer Herkunft
- Ronson, Samantha Judith (* 1977), britische DJ und Singer-Songwriterin
- Ronsse, Georges (1906–1969), belgischer Radrennfahrer
- Ronsse, Peter (* 1980), belgischer Radrennfahrer
- Ronstadt, Frank (* 1997), deutscher Fußballspieler
- Ronstadt, Linda (* 1946), US-amerikanische Sängerin und Songschreiberin
- Ronstedt, Jule (* 1971), deutsche Schauspielerin und Regisseurin
- Rönström, Eva (1932–2021), schwedische Turnerin
- Rönström, Gunnar (1884–1941), schwedischer Leichtathlet

### Ront
- Rontag, Franz (1897–1980), österreichischer Amateurfotograf
- Ronte, Dieter (* 1943), deutscher Kunsthistoriker und Museumsdirektor
- Ronte, Liselotte (1914–2004), deutsche Romanistin und Übersetzerin
- Röntgen, August von (1781–1865), nassauischer Jurist und Diplomat
- Röntgen, Christoph, deutscher Basketballspieler
- Röntgen, Engelbert (1829–1897), deutsch-niederländischer Komponist, Geiger und Musikpädagoge
- Röntgen, Ferdinand (1896–1966), deutscher Maler und Grafiker
- Röntgen, Julius (1855–1932), deutsch-niederländischer Komponist und Pianist
- Röntgen, Luke Matt (* 2003), deutscher Schauspieler
- Röntgen, Paul (1881–1965), deutscher Hochschullehrer für Metallurgie und Rektor der RWTH Aachen
- Röntgen, Wilhelm Conrad (1845–1923), deutscher PhysikerWilhelm Conrad Röntgen (1845–1923)

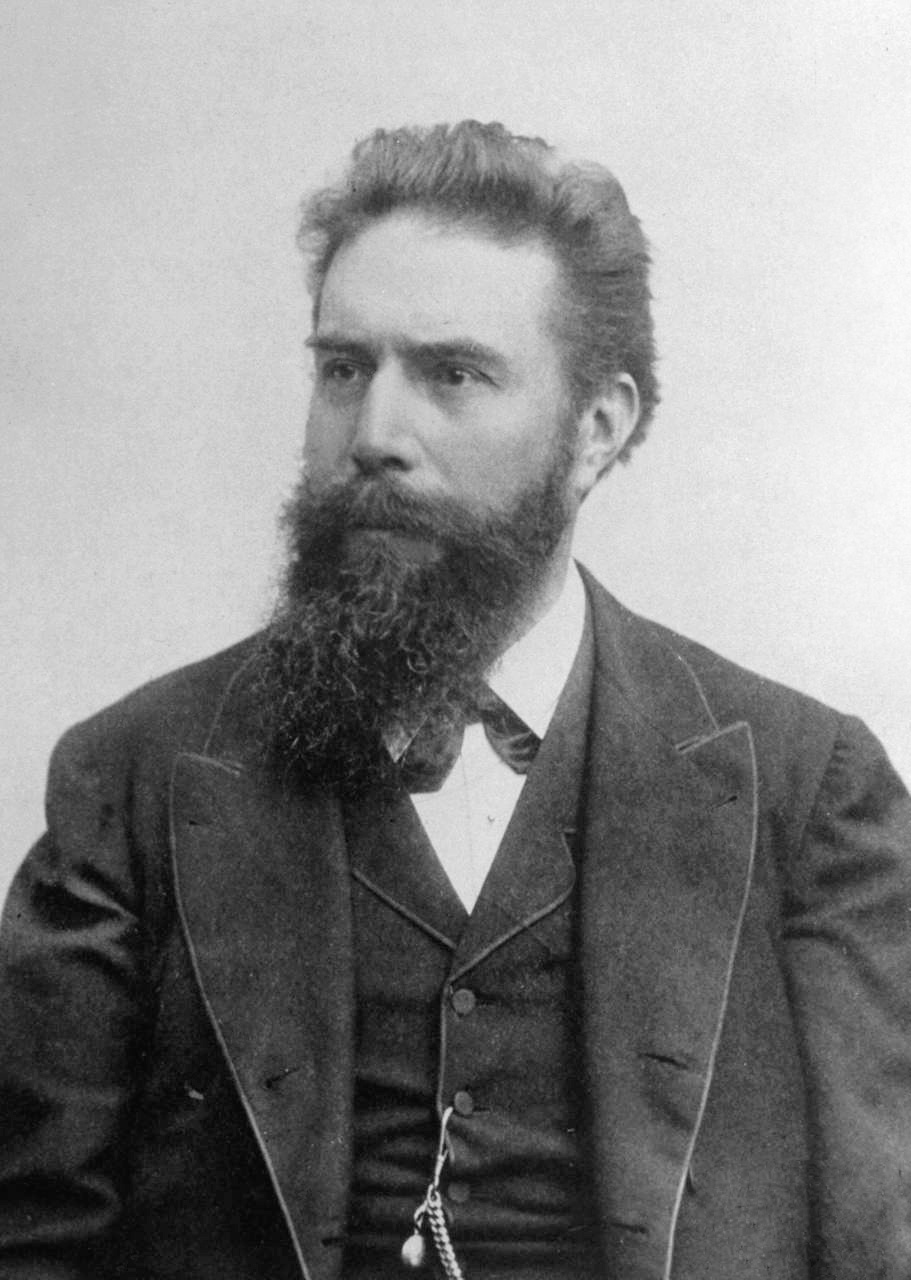
Wilhelm Conrad Röntgen (1845–1923)

- Röntgen-Maier, Amanda (1853–1894), schwedische Violinistin und Komponistin
- Rontini, Christian (* 1999), philippinisch-spanischer Fußballspieler
- Röntsch, Johannes (* 1872), deutscher Jurist
- Røntved, Per (* 1949), dänischer Fußballspieler
- Ronty, Paul (1928–2020), kanadischer Eishockeyspieler
- Rontzki, Avichai (1951–2018), israelischer General und Chef des Militärrabbinats der Israelischen Streitkräfte (2006–2010)

### Ronu
- Ronus, Susanna (1769–1835), Schweizer Schriftstellerin

### Ronz
- Ronzani, Hugh (* 1985), australischer Sänger, Komponist und Musikpädagoge
- Ronzani, Rocco (* 1978), italienischer römisch-katholischer Theologe und Präfekt des Vatikanischen Apostolischen Archivs
- Ronzelen, Jacobus Johannes van (1800–1865), holländischer Wasserbauingenieur, bremischer Baurat
- Ronzetti, Giustina (* 1992), deutsche Fußballspielerin
- Ronzheimer, Paul (* 1985), deutscher JournalistPaul Ronzheimer (* 1985)

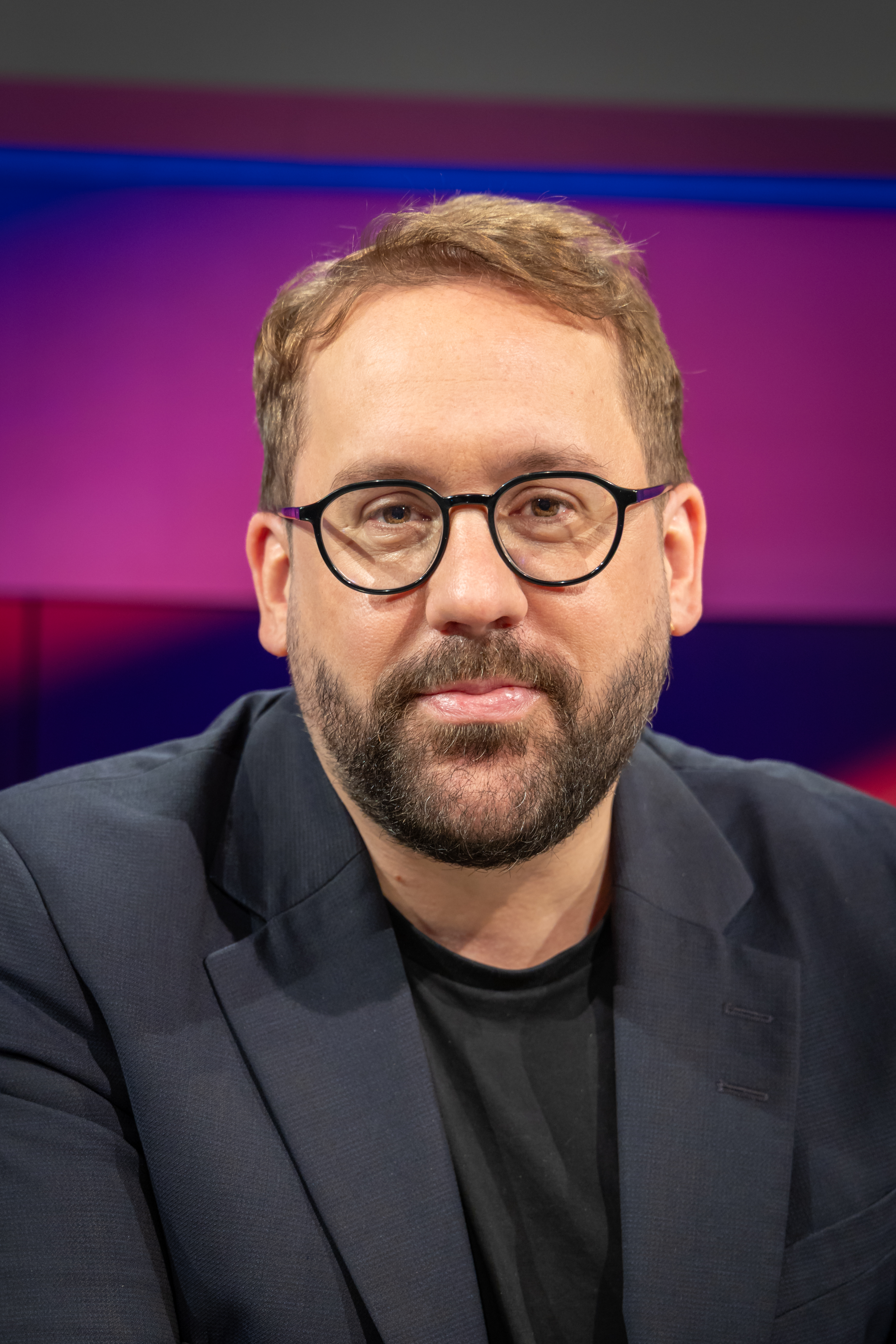
Paul Ronzheimer (* 1985)

- Ronzi de Begnis, Giuseppina (1800–1853), italienische Opernsängerin (Sopran)
- Ronzier, Franz de, Herzoglich Braunschweig-Lüneburgischer Mundkoch und Verfasser eines mehr als 2600 Rezepte umfassenden Kochbuchs
- Ronzon, Alessandro, italienischer Autor
- Ronzulli, Licia (* 1975), italienische Politikerin, MdEP